# Begoro

Begoro är en ort i södra Ghana. Den är huvudort för distriktet Fanteakwa, och folkmängden uppgick till 22 421 invånare vid folkräkningen 2010.